# Öxabäcks IF
Öxabäcks IF, även kallad Öxabäck IF, är en idrottsförening i Öxabäck i Marks kommun i Sverige, bildad 1931. Klubben var känd för sitt damlag i fotboll som bildades 1966 och hade stora framgångar under främst 1970- och 1980-talet.
Öxabäck dominerade under 1960- och delar av 1970-talet svensk damfotboll och vann totalt sex SM-guld och lika många finalsegrar i Svenska cupen. Både det numera nedlagda damlaget och klubbens herrlag spelade respektive spelar sina hemmamatcher på Hagavallen.

## Damlagets historik

### Bakgrund och tidiga år
Bildandet av Öxabäcks IF:s damlag föranleddes av att ett antal arbetare på syfabriken Gefa AB (där de bland annat sydde kläder åt landstinget) börjat spela fotboll tillsammans. Detta korplag finns på bild från 1963.
Damlaget i fotboll startades officiellt 1966 som ett av de första i Sverige. Idén kom från Kerstin Larsson, Kerstin Johnson (då Andersson), Anna-Greta Olsson (då Skoglund) och Maj-Britt Oscarsson (då Håkansson). Spelarna i laget kom att sy sina egna shorts på fabriken, medan de köpte matchtröjorna på avbetalning.
Matchdebuten skedde mot Horred samma år, i en match som slutade 4–0. Under året spelades fyra matcher – tre mot andra damlag – och Kerstin Johnson stod för 15 av de 21 gjorda målen.

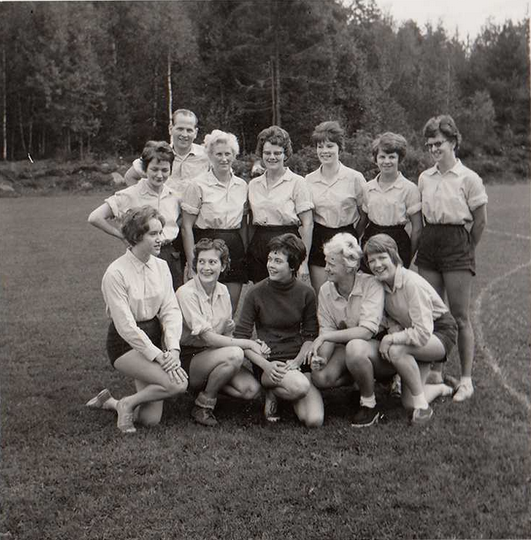
Syfabriken Gefa AB:s damlag (1963), föregångare till det senare ÖIF-laget.

Spelschemat intensifierades under 1968, då man deltog i 24 uppvisningsmatcher, varav 16 mot damlag. Även fortsättningsvis var Kerstin Johnson lagets främste målgörare, med 64 gjorda mål på de 16 matcherna mot andra damlag; den slutliga målskillnaden under damfotbollsmatcherna under året blev 107–12.
År 1968 startade Sveriges första damserie i fotboll. Västergötlands damfotbollsserie, som inofficiellt kallades damallsvenskan, hade Öxabäcks Kerstin Larsson som initiativtagare. Seriepremiären skedde på bortaplan mot Hyssna. Totalt ställde under premiäråret sex lag upp i västgötaserien. Därefter kom Öxabäck att vinna samtliga kommande säsonger, innan ligan slutligen lades ner 1974.

### Riksmästerskap och SM-guld
År 1972 vann Öxabäck det första Riksmästerskapet i damfotboll och blev därmed inofficiella svenska mästarinnor.

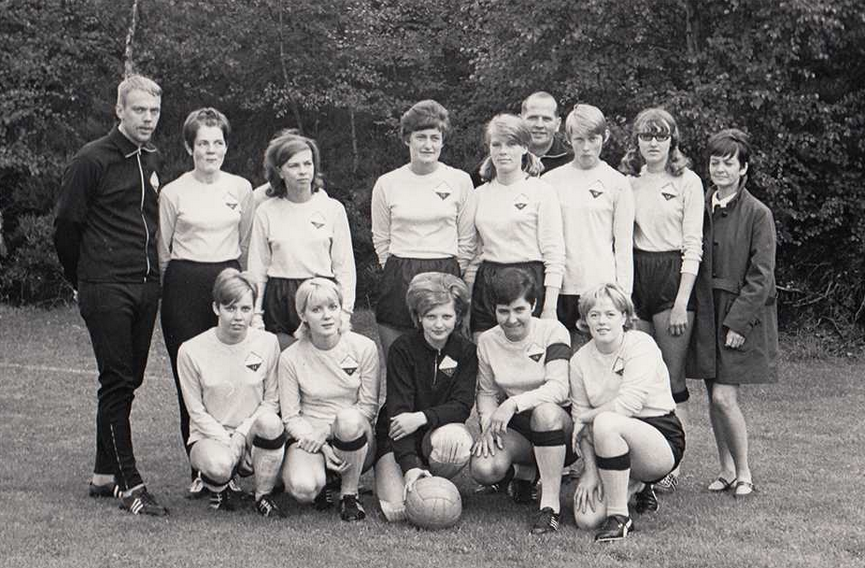
Öxabäck IF:s damlag 1968. Från vänster: Kent Svedberg, Karin Svensson, (Lena Smith), Maj Johansson, Ebba Andersson, Kerstin Johnson, Gunnar Wilhelmsson, Ann-Kristin Lindkvist, Berit Lundgren, Doris Jonasson, Catarina Bengtsson, May Lindgren, Elisabeth Ahtiainen, Kerstin Larsson och Anna-Greta Olsson.

Året därpå tog man hem det första officiella Sverigemästerskapet i fotboll för damer, efter att ha slagit IFK Hallsberg i semifinalen med 2–0. SM-finalen spelades den 22 september samma år mot IFK Rättvik, på deras hemmaplan Hedslund. Finalen slutade 3–0 till Öxabäck inför 1 800 åskådare. Öxabäck släppte själva inte in något mål bakåt under turneringen.
Tre Öxabäckspelare – Ebba Andersson (mittback och lagkapten i både ÖIF och landslaget), May Gunnarsson och Inger Arnesson – fanns med när Sverige 25 augusti spelade historiens första officiella damlandskamp. Till matchen mot Finland var även den unga talangen Ann-Kristin Lindkvist uttagen, men hon hade tvingats tacka nej till medverkan.
Åldersskillnaden var stor mellan spelarna i 1973 års lag. Exempelvis innehöll laget både mor Ebba (37 år) och dotter Mary (13 år) Andersson.
Öxabäck fick framöver allt starkare konkurrens. Mölndalslaget Jitex BK, med spelare som Berit Andell, Anette Börjesson och Pia Sundhage, kom under 70- och 80-talen att kämpa med Öxabäck om de svenska damfotbollslagrarna; båda klubbarna vann under perioden sex SM-guld var. Redan 1974 tog Jitex hand om SM-guldet, efter seger i SM-finalen mot Hammarby IF.
Året därpå förlorade Öxabäck den första interregionala damfotbollsserien, mot Jitex, men vann SM-slutspelet. För den senare insatsen belönades laget med BT-plaketten, Borås Tidnings pris för årets bästa idrottsprestation.
15 oktober 1978 vann Öxabäck SM-guld för tredje gången, då man besegrade Hammarby IF med 2–1. Ann-Kristin Lindkvist gjorde båda målen och fick för detta årets BT-plakett. Matchen spelades på Öxabäcks hemmaplan Hagavallen, inför 2 800 åskådare (tio gånger Öxabäcks befolkning).

### En andra glansperiod
En avmattning i framgångarna skedde i början av 1980-talet. Tre år i rad, 1979–1981, blev Öxabäck tvåa i sin division I-serie (på den tiden var elitdivisionen uppdelad i fem regionala serier). År 1983, första året med endast två division I-serier, vann Öxabäck division I södra och därmed också SM-guldet. År 1984 belönades damlandslagets Karin Åhman-Svensson med BT-plaketten. Det året slutade dock Öxabäck bara på femte plats i sin serie och missade därmed SM-slutspelet.
År 1985 tog Öxabäck sitt första guld i Svenska cupen. Detta blev inledningen till en ny framgångsrik period, där man fram till och med 1991 deltog i finalspel varje år och endast förlorade 1990 års final.
År 1987 blev ett lyckosamt år för Öxabäck. Man vann division I södra, SM, Svenska cupen, Hallsvenskan samt Kronäng Cup. Dessutom fick man under året motta BT-plaketten. Karin Åhman-Svensson, Eva Andersson, Anette Hansson och Ingrid Lundqvist avslutade sina karriärer efter säsongen.
Året därpå vann man SM, liksom den första årgången högsta damfotbollsserien spelats som en samlad allsvenska  (se Damallsvenskan). I SM-finalen mot Jitex ställde Öxabäck upp med bland andra Lena Videkull, Anneli Andelén, Pia Syrén, Marie Karlsson, Anette Borgvall och målvakten Marina Persson.
År 1988 års SM-guld kom att bli det sista för klubben. 30 maj 1989 förlorade Öxabäck med 1–2 mot Jitex, vilket avslutade en lång rad segrar på Hagavallen – en segersvit som inletts i augusti 1985.

### Damlagets nedgång och fall
År 1991 missade man SM-slutspelet. År 1992 skadade sig ett par av lagets spelare i en motorcykelolycka. Klubben vann Damallsvenskan samma år, men missade att ta SM-guld.
År 1995 slutade Öxabäck på åttonde plats i Damallsvenskan. Detta var första året som laget slutat på undre halvan av en serie.
Laget fick lämna Allsvenskan 1998 och året därpå Division 1, efter att tagit tre poäng under säsongen. 28 november 1999 gjorde Öxabäcks IF:s damer sin sista match i inomhusturneringen Knallen cup. Av ekonomiska orsaker tvingades Öxabäcks IF därefter lägga ner damlaget, vars spelare sedan gick till andra klubbar.

### Eftermäle
Öxabäcks IF spelade en viktig roll i uppbyggnadsfasen av damfotbollen i Sverige. Sommaren 2016 var laget centrum i en utställning och konstprojekt av konsthantverkaren Frida Hållander och textilkonstnären Åsa Norman. Utställningen, vars titel var Öxabäck IF – utan er ingen morgondag, ägde rum på Borås konstmuseum under perioden 12 maj–21 augusti, med Karolina Pahlén som utställningskurator.

## Övrig verksamhet
Klubben har herrlag i fotboll, som 2008 spelade i Division 5. Klubben ägnade sig tidigare även åt innebandy. Den verksamheten slogs 1999 samman med IBK Örby och Berghems IBK för att bilda Team Tygriket 99, senare namnändrat till IBK Tygriket 99.

## Föreningens namn
1991 bytte klubben namn till Öxabäck/Marks IF, för att anknyta närmare till Marks kommun. Man har sedan återtagit namnet Öxabäcks IF, alternativt Öxabäck IF.

## Meriter

### Svenska mästare i fotboll för damer
- 1972 (inofficiell turnering)[8]
- 1973
- 1975
- 1978
- 1983
- 1987
- 1988

### Slutsegrare i Svenska cupen i fotboll för damer
- 1985
- 1986
- 1987
- 1988
- 1989
- 1991 (som Öxabäck/Mark IF)

### Tabellrad i Damallsvenskan i fotboll
- 1988 – 1
- 1989 – 3
- 1990 – 2
- 1991 – 5 (Som Öxabäck/Mark IF, gäller alla år härunder)
- 1992 – 2
- 1993 – 5
- 1994 – 4
- 1995 – 8
- 1996 – 8
- 1997 – 9
- 1998 – 10